# بوكار (فلم هندي 1983)
بوكار (بالإنجليزية: Pukar) هو فيلم أكشن هندي باللغة الهندية عام 1983، من إخراج راميش بيهل، وبطولة أميتاب باتشان، راندير كابور، زينات أمان، وتينا مونيم. إنه فيلم عن المقاتلين من أجل الحرية الذين يحاولون تحرير غوا من البرتغاليين.

## حبكة
بورانداري "شريرام لاغو"، نارفيكار "بي جايراج" وديناناث "سودهير دالفي" جزء من مجموعة انفصالية تهدف إلى تخليص أراضي غوا من البرتغاليين. في تبادل لإطلاق النار مع الشرطة البرتغالية، أصيب بورانداري وديناناث. ديناناث يطلب من بورانداري أن يطلق النار عليه لأنه لا يريد أن يموت على أيدي البرتغاليين. يقتله بورانداري بناءً على طلب ديناناث. ويشهد على ذلك ابن ديناناث رامداس الذي يعتقد خطأً أن بورانداري هو من قتله.
يهرب رامداس إلى السيد داياناند "أوم شيفبوري" الذي يحميه. تصل الشرطة البرتغالية مرة أخرى ويبدو أنها تقتل داياناند وزوجته لمعرفة مكان رامداس. في المشهد التالي، يصل بورانداري إلى منزل داياناند بحثًا عن رامداس. رامداس يأخذ نظرة واحدة على بورانداري ويهرب. لقد كنت مرتبكًا بعض الشيء لأن الشرطة البرتغالية قتلته على ما يبدو عن طريق وضع قدمها على حلقه وفي المشهد التالي، كان يعاني فقط من كدمات طفيفة. حتى الخلفية الموسيقية جعلت الأمر يبدو وكأنه مات. على أية حال، أنا لست منزعجًا بشأن هذا الأمر حتى الآن.
يقوم رامداس بتغيير اسمه إلى روني لتجنب الارتباط بالثوار الهنود. يتعرض للمضايقات من قبل بعض الأطفال بسبب اسمه والقتال التالي ينتقل بسرعة إلى الأمام لمدة عقدين من الزمن. يكبر رامداس / روني ليصبح مجرمًا محترفًا كما هو متوقع "أميتاب باتشان" ولديه صديقة جميلة جولي "زينات أمان". روني يساعد مجرمًا آخر، هاسموك "سوجيت كومار"، على التهرب من القبض عليه من قبل مفتش الشرطة مونتيرو "بريم شوبرا"
يصادف روني بورانداري مرة أخرى - عصابة بورانداري تريد الذخيرة لمساعدتهم في ثورتهم ضد البرتغاليين. روني يخونهم للشرطة مرتين وفي اللقاء الثاني، يفقد بورانداري حياته.
ينخرط شيخار "راندير كابور" بسرعة في الحدث. يسرق ذهب روني، ويحرر المتمردين "فيجو خوتي" من المستشفى، ويغتال رئيس الشرطة البرتغالية ويحكم عليه بالإعدام، كل ذلك بينما يجعل روني عدوه الأول. حقيقة أن الجميع يحبون شيخار أكثر من روني تجعل روني أكثر غضبًا. يذهب لقتل والدي شيخار لأي سبب عشوائي ويكتشف أنهم نفس الأشخاص الذين قاموا بحمايته عندما كانت الشرطة تلاحقه في طفولته. وهذا يجعله يفهم لماذا قتل بورانداري والده عندما كان طفلاً ويقسم على إنقاذ شيخار من حكم الإعدام. في معركة حاسمة، ينجح روني وشيخار في قتل البرتغاليين.

## الممثلون
- أميتاب باتشان بدور رامداس/روني
- راندير كابور بدور شيكار ناجاري
- زينات أمان بدور جولي
- تينا منعم بدور أوشا
- بريم شوبرا بدور مونتيرو
- سودهير دالفي بدور ديناناث، والد رامداس
- شريرام لاغو بدور بورانداري
- ص. جيراج بدور نارفيكار
- أم شيفبوري بدور داياناند، والد شيخار ناجاري
- تشاند عثماني بدور ساراسواتي، والدة شيخار ناجاري
- بينتشو كابور بدور السيد كامات، والد أوشا
- سودها شوبرا بدور السيدة كامات، والدة أوشا
- سوجيت كومار بدور حسموخ
- ساتيندرا كابور بدور جوبال
- فيجو خوتي بدور كيران بهانداري
- شوبها خوت بدور والدة يونغ جولي
- ناريندرا ناث بدور جاجو
- شارات ساكسينا بدور بابلو
- رادها بارتيك بدور أنجالي، ابنة جوبال
- شيفا رينداني
- جورباتشان سينغ بدور غودفري
- جوتام سارين بدور ضابط الشرطة البرتغالية
- آزاد إيراني بدور لطيف
- سيزار دميلو كراقصة غير مسمى

## الموسيقى التصويرية
إدارة الموسيقى: RD Burman، كلمات: Gulshan Bawra، الصوت: بوليدور الآن مجموعة يونيفرسال الموسيقية
تم تأليف الموسيقى لجميع الأغاني بواسطة راؤول ديف بورمان وكتبها جولشان باورا.
| # | عنوان                      | المغني(ون)                           | مدة   |
| - | -------------------------- | ------------------------------------ | ----- |
| 1 | "ساماندر مين ناهكي"        | ر.د. بورمان                          | 04:48 |
| 2 | "تو مايكي مات جاييو"       | أميتاب باتشان، RD بورمان             | 06:12 |
| 3 | "جين جيجار دنيا ماين"      | كيشور كومار، RD بورمان               | 06:13 |
| 4 | "تو ميري ليي"              | آشا بهوسل                            | 04:17 |
| 5 | "باتشكي ريحنا ري بابا"     | كيشور كومار، آشا بهوسل، آر دي بورمان | 06:25 |
| 6 | "مااريين جي يا مار جايينج" | آشا بهوسل، أخصائية تغذية في بورمان   | 05:21 |

## روابط خارجية
- مقالات تستعمل روابط فنية بلا صلة مع ويكي بيانات